# Cavenago d'Adda
Cavenago d'Adda är en ort och kommun i provinsen Lodi i regionen Lombardiet i Italien. Kommunen hade 2 164 invånare (2018).